# داليدا شماعي
داليدا شماعي (7 أكتوبر 1974 -)، وصاحبة لقب أجمل وجه في مسابقة ملكة جمال لبنان 1997 ومغنية لبنانية كانت عضوا في فرقة فوركاتس

## حياتها
درست اللغات والكومبيوتر وشاركت في مسابقة ملكة جمال لبنان عام 97 ومثلت بلدها في مسابقة ملكة جمال الكون لقبت صاحبة أجمل وجه (1997) أختها “رايا” شاركت مع الفرقة بالصّدفة عندما سافرت مع الفرقة إلى تونس لتحلّ محلّ إحدى البنات نتيجة مرضها

### حياتها الأسرية
تزوجت في 24 أكتوبر عام 2002
من الفنان غسان الرحباني بعد قصة حب استمرت تسعة سنوات وتم الزواج في كنيسة «مار الياس» (انطلياس)ً رزقت منه بثلاث بنات “ميا” والتوأم “كريستي” و”سيندي” 

## مشوارها المهني
دخلت الفن صدفة من خلال علاقتها بغسان وخلال في حفلة “كاراوكي” وكانت تغني مع “شانتال” فأعجب غسّان بالفكرة وقرر إنشاء فرقة غناء من عدّة بنات، وعندما عرض عليها الفكرة وافقت وبدأت الاتصالات بينهما وهكذا كان حينها أسّس الرحباني فرقة فوركاتس وكانت عضوا فيها 
عام 2009 أعلنت الفنانة عن انفصالها عن فرقة «الفوركاتس» للتفرغ لحياتها الأسرية 